# Andatura (vela)

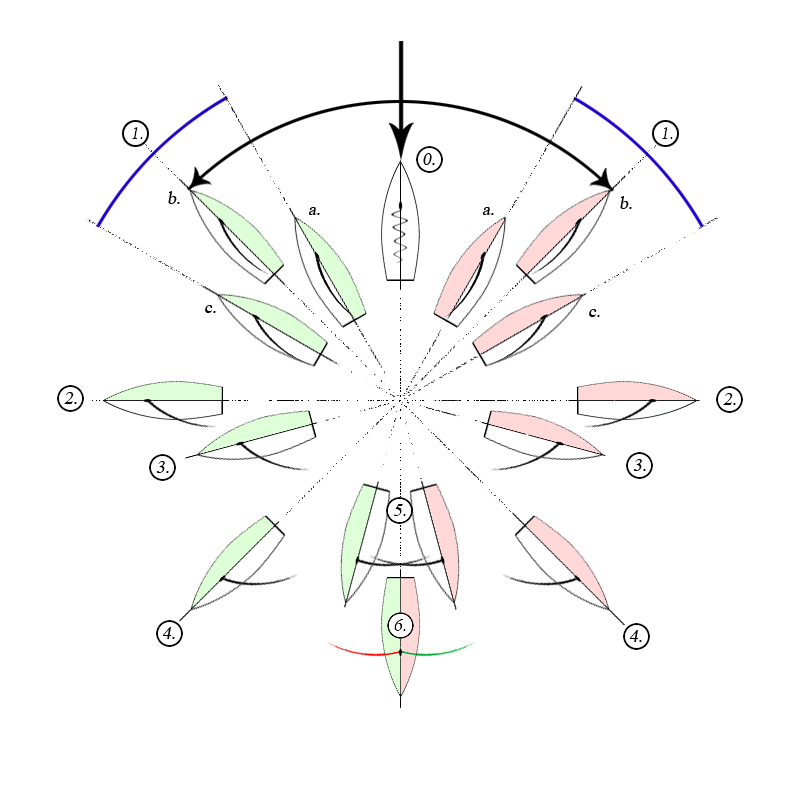
Le diverse andature. La freccia nera in alto rappresenta la direzione di provenienza del vento:
0. prua al vento
1. bolina:
- 1a: bolina stretta
- 1b e 1c bolina larga
2. traverso
3. lasco
4. e 5. gran lasco
6. poppa

Si definiscono andature i diversi modi di avanzare che un'imbarcazione a vela assume rispetto alla direzione del vento.
La propulsione nelle barche a vela è prodotta, in modo analogo alla portanza di un'ala, dalla differenza di pressione generata dal vento sulle due "facce" della vela. La diversa direzione del vento rispetto all'asse longitudinale dell'imbarcazione costringe i conduttori della barca a modificare la regolazione delle vele per meglio sfruttare la spinta del vento sulle vele.
Per indicare la direzione del vento rispetto all'asse longitudinale della barca si è sviluppato un sistema convenzionale che divide l'angolo tra prua e poppa dell'imbarcazione (corrispondente a 180°) in 16 quarte ciascuna corrispondente quindi a 11° 15'. La direzione del vento viene indicata convenzionalmente in quarte, che forniscono un'indicazione immediatamente comprensibile al conduttore della barca e ai marinai delle regolazioni da effettuare sulle vele.

## Andature contro il vento
1. bolina per vento che proviene tra le sei e le quattro quarte da prua.
Si può inoltre distinguere tra: 
- bolina stretta (40 - 45 gradi al vento reale)
- bolina larga (45 - 55 gradi al vento reale)

I limiti dell'andatura di bolina sono dipendenti dal tipo di imbarcazione. Le imbarcazioni a vele quadre, meno adatte a risalire il vento si trovano in andatura di bolina con vento a sei quarte da prua, mentre le imbarcazioni a vele auriche o a vele Marconi si trovano in andatura di bolina con vento a quattro quarte da prua.

## Andatura al traverso
2. al traverso detto anche a mezza nave per il vento perpendicolare all'asse longitudinale dell'imbarcazione. (90 gradi al vento reale).

## Andature portanti
3. lasco (o di vento largo, più arcaico), quando il vento soffia di lato all'imbarcazione, con un angolo rispetto ad essa che può variare dal gran largo, quattro quarte da poppa, al largo, sei quarte da poppa,(100 - 130 gradi al vento reale) fino al vento a mezza nave o traverso allorché il vento spira perpendicolarmente all'asse longitudinale dell'imbarcazione. 

4. e 5. gran lasco (o di buon braccio) o al giardinetto, per il vento che proviene una quarta fino a due quarte dalla poppa. (140 - 170 gradi al vento reale)

6. in poppa detto anche in fil di ruota, per il vento parallelo al piano longitudinale dell'imbarcazione, proveniente cioè dai quadranti poppieri. In questa andatura l'imbarcazione procede nella stessa direzione del vento (o quasi). Quest'andatura è estremamente pericolosa in quanto un rapido cambio della direzione del vento può far strambare senza preavviso.

## Generiche
Le andature sono anche sommariamente divise in:
- Andature strette o bordeggio o andature ardenti, le andature di bolina in cui l'imbarcazione risale il vento.
- Andature portanti, le andature di poppa e lasco in cui l'imbarcazione viene spinta dal vento.

Questa classificazione è di norma utilizzata dal momento che le condizioni di navigazione, il tipo di vele e il comportamento dell'imbarcazione rispetto al vento e al moto ondoso variano in maniera determinante nelle due condizioni.

## Eccezioni
- prua al vento, in questo caso la barca non governa o governa male con l'abbrivio che va via via esaurendosi, le vele non portano e la barca non avanza. Non è un'andatura, ma una tecnica che si usa spesso in regata per prendere gli "stop al vento" o per guadagnare tempo nel caso in cui si sia in anticipo sulla linea di partenza.